# Jacques van Oortmerssen
Jacques van Oortmerssen (* 28. Juni 1950 in Rotterdam; † 21. November 2015 in Heemstede) war ein niederländischer Pianist, Organist, Dirigent und Komponist.

## Leben
Jacques van Oortmerssen studierte am Rotterdams Conservatorium und schloss mit Solistendiplomen in Orgel und Klavier ab. Er vertiefte seine Orgelstudien bei Marie-Claire Alain in Paris und erhielt 1976 den „Prix d’ Excellence“.
Beim niederländischen Nationalen Improvisationswettbewerb in Bolsward gewann er 1977 den ersten Preis. Seit 1979 unterrichtete er Orgel als Hauptfach am Conservatorium van Amsterdam. 1982 wurde er als Nachfolger von Gustav Leonhardt zum Titularorganisten der Waalse Kerk in Amsterdam ernannt.
Jacques van Oortmerssen war Gastdozent an internationalen Musikhochschulen und Universitäten. 1994/1995 hatte er eine außerplanmäßige Professur an der Sibelius-Akademie in Helsinki inne, die ihm am 2. Juni 2012 einen Ehrendoktor verlieh.
Als Mitglied im Beirat des Göteborg Organ Art Centre (GOArt) der Universität Göteborg engagierte er sich für den Orgelbau und leitete dort das Bach Research Project.
Als Solist trat van Oortmerssen auf internationalen Festivals auf. Er spielte mehr als 50 CDs ein, unter anderem die kompletten Orgelwerke von Johann Sebastian Bach, Carl Philipp Emanuel Bach und Johannes Brahms an bedeutenden historischen Orgeln in Europa.

## Diskografie (Auswahl)
- The Arp Schnitger organ at the St Cosmae Church in Stade. St. Cosmae, Stade. 1987. Denon 33C37-7492
- J.S. Bach Organ Works Vol. I. 1995. Vanguard Classics 99101
- J.S. Bach Organ Works Vol. II. 1995. Vanguard Classics 99102
- J.S. Bach Organ Works Vol. III. 1997. Vanguard Classics 99103
- J.S. Bach Organ Works Vol. IV. 1997. Vanguard Classics 99104
- J.S. Bach Organ Works Vol. V. 2001. Vanguard Classics 99105
- J.S. Bach Organ Works Vol. VI. 2001. Challenge Classics, CC 72096
- J.S. Bach Organ Works Vol. VII. Challenge Classics, CC 72108
- J.S. Bach Organ Works Vol. VIII. 2007. Challenge Classics, CC 72153
- J.S. Bach Organ Works Vol. IX. 2008. Challenge Classics, CC 72175
- C.P.E. Bach: The Organ Works. 1992. BIS CD-569
- Johannes Brahms: The Complete Organ Music CD. 1994. BIS CD-479
- Dutch chamber organs from the Haags Gemeentemuseum. 1994. Technosonic PSCD25 (C.P.E. Bach, J.S. Bach, G.F. Händel, J. Haydn, W.A. Mozart, C.F. Ruppe)
- French Romantic Masterpieces. Vanguard Classics 99060
- Historical organ at the S Nicolas Bovenkerk in Kampen. 1994. Denon 38C37-7120 (J.S. Bach, D. Buxtehude, J.P. Kellner, J.L. Krebs)
- Historical organ at the Waalse Kerk in Amsterdam. 1987. Denon 33C37-7376 (J.S. Bach)
- Jacques van Oortmerssen „Live at St. Bavo“. 1997. Challenge Classics (J.S. Bach, W.A. Mozart, M. Dupré, J. van Oortmerssen)
- W.A. Mozart: Transcriptions for Organ Duet. 1996. BIS 418 (H. van Nieuwkoop und J. van Oortmerssen)
- The Organ of Sint Lambertus, Helmond, the Netherlands. 1996. BIS 316 (J. van Oortmerssen)
- J. P. Sweelinck: Organ works. 1987. Denon 38C37-7024

## Kompositionen für Orgel
- Rondeau Reconstructie. Donemus, Amsterdam 1975.
- Fata Morgana. Boeijenga, Sneek 1991.
- Five Chorale Preludes. Tactus, 1995.
- Nun ruhen alle Wälder, Choralvorspiel im Orgelbüchlein-Projekt, 2012[5]

## Publikationen
- Guide to Duo and Trio Playing. Boeijenga, Sneek 1981
- Organ Technique. Göteborg Organ Art Center, Göteborg 2002, ISBN 91-973916-7-0.